# Жаба Стайнегера
Жаба Стайнегера (лат. Bufo stejnegeri) — вид бесхвостых земноводных из семейства жаб. Назван в честь американского зоолога Леонарда Штейнегера. Обитает на территории северо-восточного Китая, Корейской Народно-Демократической Республики и Республики Корея, где обитает в горных лесах. Для размножения уходит в быстротекущие ручьи, в которых самки и самцы зимуют, находясь в амплексусе. Икру откладывают весной.

## Таксономия
Отнесение Bufo stejnegeri к роду Bufo было оспорено в статье 2006 года. Однако альтернативной классификации предложено не было, и в настоящее время этот вид предварительно отнесен к Bufo.

## Внешний вид
В отличие от симпатричных жаб рода Bufo, у жабы Стайнегера барабанные перепонки не видны, а паротиды ориентированы параллельно друг другу. Кроме того, она отличается более стройным телосложением, гладкой кожей во время брачного сезона и аналогом боковой линии.

## Ареал
Распространена на востоке Корейского полуострова от горы Чирисан на юге через Восточно-Корейские горы до северо-востока КНДР. В Китае обитает на востоке Ляонина и крайнем западе Гирина, не доходя до границ КНДР и России.
В Южной Корее она встречается в восточной части Кёнгидо (в частности, в Капхёне), а также в Канвондо (особенно в горном комплексе Одэсан). Кроме того, ожидается, что в регионе между Центральной Кореей и Ляонином есть или были дополнительные популяции.

## Образ жизни

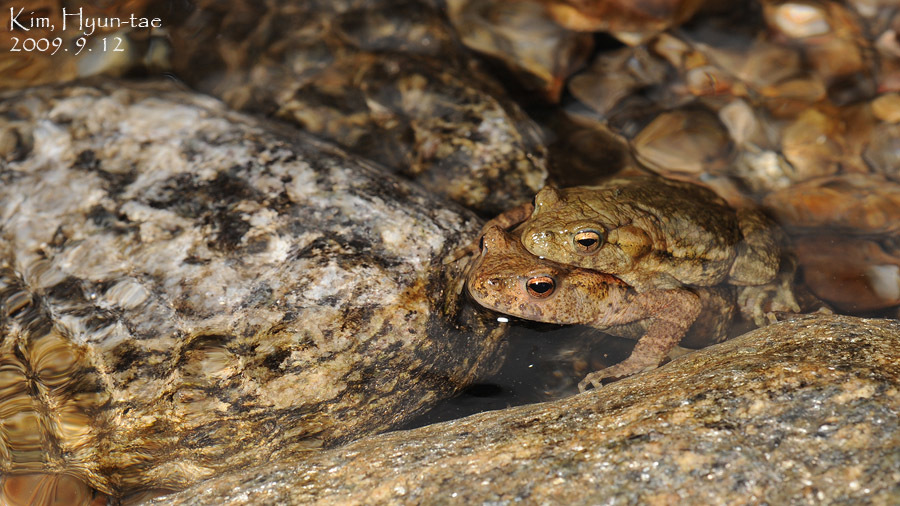
Жабы Стайнегера в амплексусе

В Корее встречается на высоте от 20 до 1250 м над уровнем моря, хотя на более низких высотах редка. В Китае — от 200 до 700 метров над уровнем моря. Жаба Стайнегера сильно отличается от всех североазиатских земноводных, кроме лягушки Rana huanrenensis, своей экологической нишей. Вне зимовки и брачного периода, она занимает тугайные смешанные и широколиственные леса, а в сентябре (в Китае) и с раннего октября по ноябрь (в Южной Корее) мигрирует в быстротекущие высокогорные ручьи. При этом в воду жабы входят парами, заключёнными в амплексус. Через несколько дней после погружения, кожа жаб теряет бородавки, становится гладкой и складчатой (для увеличения площади поверхности тела).

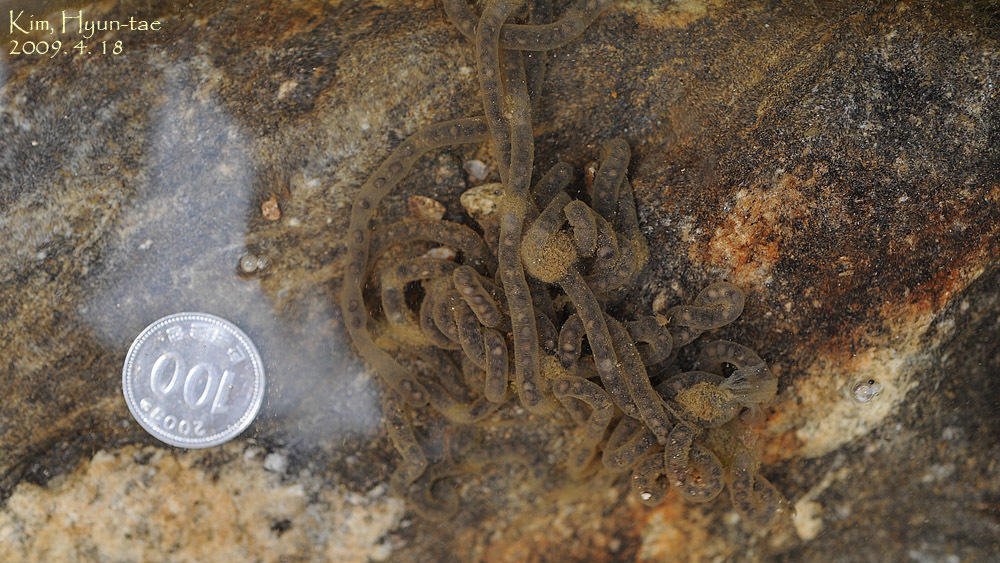
Икра в сравнении с монетой 100 вон

В амплексусе пара остаётся до позднего марта — апреля в Корее и до апреля в Китае, находясь подо льдом. Весной самки откладывают икру, имеющую вид двух длинных шнуров, вместе содержащих около 800 икринок. Развитие икринок происходит быстро, и уже через пять дней из них могут появиться головастики. Они могут прикрепляться к субстрату, что защищает их от сильного течения. В июне происходит метаморфоз, и к октябрю молодые жабы перемещаются в леса. Зимовку неполовозрелых жаб в воде, вместе со взрослыми, не наблюдали, потому считается, что она происходит на суше. Обычно ведёт ночной образ жизни, но активна и днем во время летних дождей.

## Численность и природоохранный статус
Международный союз охраны природы отнёс вид к категории «вызывающих наименьшие опасения», однако по данным сопредседателя группы специалистов по амфибиям МСОП Амаэля Борзе, эта оценка является ошибочной, так как вид имеет небольшую быстро сокращающуюся численность, а на протяжении своего ареала он встречается редко. В связи со стенотопностью, жаба Стайнегера на Корейском полуострове исторически являлась относительно редким видом, но в результате уничтожения её мест обитания из-за развития городов, вырубки лесов, туризма, строительства плотин и загрязнения воды её ареал стал фрагментированным, а во многих местах она исчезла. Так, согласно результатам мониторинговых исследований в 2020—2021 гг. в Китае и Южной Корее, в большинстве мест в радиусе 20 км от городов, где она фиксировался ранее, жаба исчезла. В Южной Корее на её численность серьёзно влияет смертность на дорогах, в Северной Корее — использование в народной медицине. Несмотря на то, что у особей этого вида был выявлен патогенный грибок Batrachochytrium dendrobatidis, он не считается угрозой для вида.
Охраняется на нескольких охраняемых природных территориях в Южной Корее и Китае. В Ките также запрещён сбор жаб этого вида.

## Яд
Из-за внешнего сходства с лягушками Bufo stejnegeri иногда употребляют в пищу. Однако, как и другие жабы, они ядовиты. В 1998 году был зарегистрирован случай тяжелого отравления дигоксиноподобным иммунореактивным веществом этой жабы.